# Charles-Félix Maillet du Boullay
Pour les articles homonymes, voir Maillet et Boullay.
Charles-Félix Maillet du Boullay (3 mars 1795 - 29 mars 1878) est un architecte français.

## Biographie

### Famille et vie privée
Charles Félix Maillet naît à La Bouille, le 13 ventôse an III, fils de Christophe Gaspard Nicolas, rentier et de Marie Victoire Valla.
Il se marie le 8 janvier 1828 à Rouen avec Élise Clotilde Enault. Il vit alors au no 72 quai du Havre à Rouen. L'année suivante, le couple donne naissance à Charles Maillet du Boullay, appelé à poursuivre la carrière de son père.
Par jugement du tribunal de Première instance de Rouen du 26 avril 1860, son nom devient Maillet du Boullay.
Il décède le 29 mars 1878 à Herqueville, à son domicile. Il est inhumé dans le cimetière monumental à Rouen.

### Formation
En 1809, il intègre le lycée impérial de Rouen, où il prépare l'École polytechnique, avant de s'orienter vers l'école des Beaux-Arts.

### Carrière d'architecte
En 1820, il est nommé architecte de la ville de Rouen, fonction qu'il quitte en 1835. Dans ce cadre, il réalise l'aménagement du cimetière monumental et l'agrandissement de l'hôtel de ville de Rouen.
Il est reçu le 16 janvier 1824 à l'Académie de Rouen.
Après l'effondrement de l'un de ses immeubles, il est condamné en 1827, avant d'être relaxé.

### Activités politiques
Il devient par héritage propriétaire du domaine d'Herqueville : il est élu maire de la commune en 1856.

## Réalisations
- création du péristyle et restauration de l'hôtel de ville à Rouen - 1825
- restauration de l'église Saint-Ouen à Rouen
- reconstruction de l'église Saint-Paul à Rouen - 1827-1829
- bâtiments du cimetière monumental (portails, chapelle et croix monumentale) à Rouen[2]
- immeuble (boutique Le Printemps) à l'angle de la rue du Gros-Horloge et de la rue des Carmes à Rouen (en lieu et place des vestiges de l'église Saint-Herbland)[6],[7]
- passage Saint-Herbland, associé à l'immeuble ci-avant
- annexes du théâtre à Rouen
- reconstruction du château des États au Vaudreuil[8]